# Eutheria piperata
Eutheria piperata là một loài bọ cánh cứng trong họ Chrysomelidae. Loài này được Burmeister miêu tả khoa học năm 1870.